# 퀼런 완전 범주
호몰로지 대수학에서 퀼런 완전 범주(Quillen完全範疇, 영어: Quillen-exact category)는 짧은 완전열의 개념이 부여된 가법 범주이며, 아벨 범주의 개념의 일반화이다. 아벨 범주의 짧은 완전열들이 만족시키는 성질들을 공리화하여 추상화한 개념이지만, 아벨 범주의 개념과 달리 사상들이 핵 및 여핵을 가질 필요가 없다. 퀼런 완전 범주 위에는 대수적 K이론을 취할 수 있다.

## 정의
퀼런 완전 범주의 개념은 두 가지로 정의될 수 있다.
- 퀼런 완전 범주는 특별한 합성 가능 사상 순서쌍들의 모임이 주어진 가법 범주로 정의될 수 있다. 이 경우 이 사상 순서쌍들은 일련의 공리들을 만족시켜야 한다.
- 퀼런 완전 범주는 어떤 아벨 범주의 특별한 부분 가법 범주로 정의될 수 있다.

이 두 정의들은 서로 동치이다.

### 공리적 정의
퀼런 완전 범주는 다음과 같은 데이터로 구성된다.
- 가법 범주 {\displaystyle {\mathcal {E}}}
- 하나의 공역이 다른 하나의 정의역이 되는 사상 순서쌍들의 모임 {\displaystyle {\mathfrak {E}}\subseteq \{(f,g)\colon \operatorname {codom} f=\operatorname {dom} g\}}. 그 원소를 짧은 완전열이라고 한다. 또한, {\displaystyle {\mathfrak {C}}=\{f\colon (f,g)\in {\mathfrak {E}}\}}, {\displaystyle {\mathfrak {F}}=\{g\colon (f,g)\in {\mathfrak {E}}\}}를 정의하자.

이 데이터는 다음 조건들을 만족시켜야 한다.
- 임의의 두 대상 {\displaystyle A,B\in {\mathcal {E}}}의 직합에 등장하는 사상 {\displaystyle A\to A\oplus B\to B}는 항상 {\displaystyle {\mathfrak {E}}}에 속한다.
- 만약 {\displaystyle (f,g)\in {\mathfrak {E}}}이라면, {\displaystyle g=\ker f}이며 {\displaystyle f=\operatorname {coker} g}이다.
- 임의의 {\displaystyle (X{\overset {f}{\to }}Y{\overset {g}{\to }}Z)\in {\mathfrak {E}}} 및 임의의 사상 {\displaystyle W{\overset {h}{\to }}Z}에 대하여, 당김 {\displaystyle Y\times _{Z}W}가 존재하며, 사영 사상 {\displaystyle Y\times _{Z}W\to W} 역시 핵을 가지며, {\displaystyle (\ker Y\times _{Z}W\to W,Y\times _{Z}W\to W)\in {\mathfrak {E}}}이다. 마찬가지로 그 쌍대 공리 역시 성립한다.

(퀼런의 원래 정의는 이에 한 공리를 더 포함하였으나, 이후 이 공리는 나머지 공리들로부터 증명될 수 있음이 밝혀졌다.:Appendix A
이 경우 {\displaystyle {\mathfrak {E}}}에 속하는 사상 순서쌍들을 허용 확대(許容擴大, 영어: admissible extension)라고 하고, 허용 확대의 첫 성분을  허용 단사 사상(許容單射寫像, 영어: admissible monomorphism)이라 하며, 허용 확대의 둘째 성분을 허용 전사 사상(許容全射寫像, 영어: admissible epimorphism)이라고 한다.

### 부분 범주를 통한 정의
퀼런 완전 범주 {\displaystyle {\mathcal {E}}}는 아벨 범주 {\displaystyle {\mathcal {A}}}의 다음과 같은 충실충만한 부분 가법 범주이다.
- 확대에 대하여 닫혀 있다. 즉, {\displaystyle {\mathcal {A}}} 속의 짧은 완전열 {\displaystyle 0\to X\to Y\to Z\to 0}에서, 만약 {\displaystyle X,Z\in {\mathcal {E}}}라면 {\displaystyle Y\in {\mathcal {E}}}이다.

위와 같은 확대를 허용 확대(許容擴大, 영어: admissible extension)라고 하고, 허용 가능 확대의 단사 사상 {\displaystyle X\to Y}을 허용 단사 사상(許容單射寫像, 영어: admissible monomorphism), 허용 확대의 전사 사상 {\displaystyle Y\to Z}를 허용 전사 사상(許容全射寫像, 영어: admissible epimorphism)이라고 한다. 허용 전사 사상을 {\displaystyle \twoheadrightarrow }, 허용 단사 사상을 {\displaystyle \hookrightarrow }로 표기하자.

### 두 정의 사이의 관계
(공리적 정의에 대한) 퀼런 완전 범주 {\displaystyle {\mathcal {E}}}가 주어졌을 때, {\displaystyle {\mathcal {E}}^{\operatorname {op} }\to \operatorname {Ab} } 왼쪽 완전 함자의 범주 {\displaystyle {\mathcal {A}}}는 아벨 범주이다. {\displaystyle \hom } 함자는 왼쪽 완전 함자이므로, 요네다 매장을 통해 {\displaystyle {\mathcal {E}}}는 {\displaystyle {\mathcal {A}}}의 부분 함자를 이룬다.
{\displaystyle {\mathcal {E}}\hookrightarrow {\mathcal {A}}}
{\displaystyle X\mapsto \hom _{\mathcal {E}}(-,X)}
이 경우 {\displaystyle {\mathcal {E}}}는 ({\displaystyle {\mathcal {A}}}의 부분 범주로서) 부분 범주를 통한 퀼런 완전 범주의 정의를 만족시킨다.
반대로, (부분 범주를 통한) 퀼런 완전 범주는 퀼런 범주의 공리적 정의를 만족시키는 것을 쉽게 확인할 수 있다.

## 성질
퀼런 완전 범주의 개념은 자기 쌍대이다. 즉, 임의의 퀼런 완전 범주 {\displaystyle ({\mathcal {E}},{\mathfrak {E}})}에 대하여, 그 반대 범주 {\displaystyle {\mathcal {E}}^{\operatorname {op} }}에 {\displaystyle {\mathfrak {E}}^{\operatorname {op} }=\{(d,i)\colon (i,d)\in {\mathfrak {E}}\}}를 부여하면, 이 역시 퀼런 완전 범주를 이룬다.:649, Proposition 1.1:Remark 2.2 이는 퀼런 완전 범주의 공리적 정의로부터 쉽게 확인할 수 있다.

## 예

### 아벨 범주
임의의 아벨 범주에 (표준적인) 짧은 완전열의 모임을 부여하면, 이는 퀼런 완전 범주를 이룬다. 부분 범주를 통한 정의에서, 이는 아벨 범주를 스스로의 부분 범주로 여기는 것에 해당한다.
이는 아벨 범주 위의 퀼런 완전 범주 구조 가운데, 짧은 완전열을 가장 많이 갖는 것이다.:649, §1.1

### 자명한 퀼런 완전 범주 구조
임의의 가법 범주 {\displaystyle {\mathcal {A}}} 위에, 오직
{\displaystyle X\to X\oplus Y\to Y}
의 꼴의 사상 순서쌍만을 짧은 완전열로 지정하자. (여기서 위의 두 사상은 곱 및 쌍대곱에 등장하는 두 보편 사상이다.) 그렇다면, 이는 퀼런 완전 범주를 이루며, 또한 (공리에 따라) {\displaystyle {\mathcal {A}}} 위에 존재하는 퀼런 완전 범주 구조들 가운데 짧은 완전열을 가장 적게 갖는 것이다.:649, §1.1:§1

### 꼬임 없는 아벨 군
꼬임 없는 아벨 군과 군 준동형의 범주 {\displaystyle \operatorname {Ab_{tf}} }는 가법 범주이지만 아벨 범주가 아니며, 아벨 군과 군 준동형의 아벨 범주 {\displaystyle \operatorname {Ab} }의 부분 범주이다. 이 부분 범주는 퀼런 완전 범주를 이룬다.

## 역사
1958년에 알렉스 헬러(영어: Alex Heller)가 퀼런 완전 범주와 유사한 개념을 “아벨 범주”(영어: abelian category)라는 이름으로 도입하였다.:§3:92/16/100 (이는 오늘날의 아벨 범주의 개념과 다르다.)
1960년에 요네다 노부오가 “준아벨 {\displaystyle {\mathcal {S}}}-범주”(영어: quasi-abelian {\displaystyle {\mathcal {S}}}-category)라는 이름으로 도입하였으며, 이 개념은 오늘날의 퀼런 완전 범주의 개념과 동치이다.:§1
이후 1973년에 대니얼 퀼런이 대수적 K이론을 정의하기 위하여 같은 개념을 재발견하였으며, “완전 범주”(영어: exact category)라는 이름을 도입하였다. 이후 다른 저자들이 “완전 범주”라는 같은 용어를 다른 뜻으로 사용했기 때문에, 혼란을 피하기 위하여 “퀼런 완전 범주”라고 불리게 되었다.